# Cheryl Ford
Pour les articles homonymes, voir Ford (homonymie).
Cheryl Ford, née le 6 juin 1981 à Homer en Louisiane, est une joueuse américaine de basket-ball.

## Biographie
Fille de l'ex-star NBA Karl Malone du Jazz de l'Utah, elle effectue sa carrière universitaire à l'université de Louisiana Tech, où durant cette carrière, elle participe aux quatre saisons au tournoi final de la NCAA.  
Elle est draftée en 2003 en troisième position par le Shock de Détroit. Elle y réussit une bonne saison qui lui donne le titre de meilleure débutante de la saison, lui offre une place dans le second cinq WNBA et une participation au All Star Game. Mais surtout, elle participe à la finale WNBA pour y remporter le titre.
Lors de la saison 2006, elle dispute une nouvelle finale face aux Monarchs de Sacramento, finale remportée lors du match 5e décisif à Detroit par 80 à 75.
Puis elle est sélectionnée pour faire partie de la sélection américaine pour le Mondial 2006 au Brésil.
En janvier 2010, elle rejoint l'équipe polonaise du CCC Polkowice, puis l'année suivante avec Basketbalový Klub Brno en République tchèque. En septembre 2012, elle s'engage avec le club turc de Canik Belediyesi.
En mars 2013, elle s'engage avec le Liberty de New York après trois années sans jouer en WNBA, où elle retrouve son ancien entraîneur du Shock Bill Laimbeer.

## Club

### NCAA
- 1999-2003 : Bulldogs de Louisiana Tech

### NWBL
- Dallas Fury (NWBL)

## Europe
- 2005-2006 :  A.S. Ramat-Hasharon
- 2007-2007 :  UMMC Iekaterinbourg
- 2010-2011 :  Basketbalový Klub Brno
- 2010-2011 :  CCC Polkowice
- 2011-2012 :  Famila Schio
- 2012-2012 :  Famila Schio
- 2012-2012 :  Canik Belediyesi

### WNBA
- 2003-2009 : Shock de Détroit
- 2013 : Liberty de New York

## Palmarès

### Club
- Championne WNBA 2003 avec le Shock de Détroit
- Championne WNBA 2006 avec le Shock de Détroit
- Championne WNBA 2008 avec le Shock de Détroit
- MVP du WNBA All-Star Game en 2007

### Sélection nationale
- Médaille de bronze aux mondiaux des moins de 17 ans en 1998 en Russie

### Distinctions personnelles
- Rookie de l'année de la saison 2003[3]
- Participation aux All Star Game 2003, 2005, 2006, 2007
- Meilleure rebondeuse WNBA 2005 et 2006
- Sélection WNBA pour de la rencontre The Game at Radio City en 2004
- Second cinq défensif de la WNBA 2006
- Second meilleur cinq de la WNBA (2003, 2006)